# Ioan Bogolea
Ioan (sau Ion) Bogolea (n. 1940, Laslea, România – d. 2000) a fost un handbalist român, dublu campion mondial, care a jucat pe postul de portar.
După ce a jucat la echipa Flamura Roșie Sighișoara, s-a transferat la Dinamo București.
A fost dublu campion mondial ca membru al echipei naționale masculine de seniori a României care a câștigat Campionatul Mondial de Handbal masculin în 1961 și 1964.
A fost medaliat cu bronz la Campionatul Mondial Universitar de handbal masculin din Suedia, 1963.
Ca membru al echipei Dinamo București a câștigat, printre altele, Campionatul Național și Cupa Campionilor Europeni.